# Torre-serona
Torre-serona község Spanyolországban, Lleida tartományban. Torre-serona Lleida, Benavent de Segrià, Corbins és Torrefarrera községekkel határos. Lakosainak száma 435 fő (2024).

## Népesség
A település népessége az utóbbi években az alábbiak szerint változott:
| Lakosok száma | 37   | 283  | 331  | 327  | 308  | 339  | 358  | 388  | 397  | 435  |
|               | 1717 | 1887 | 1936 | 1960 | 1986 | 2004 | 2009 | 2014 | 2019 | 2024 |